# Josef Klenner

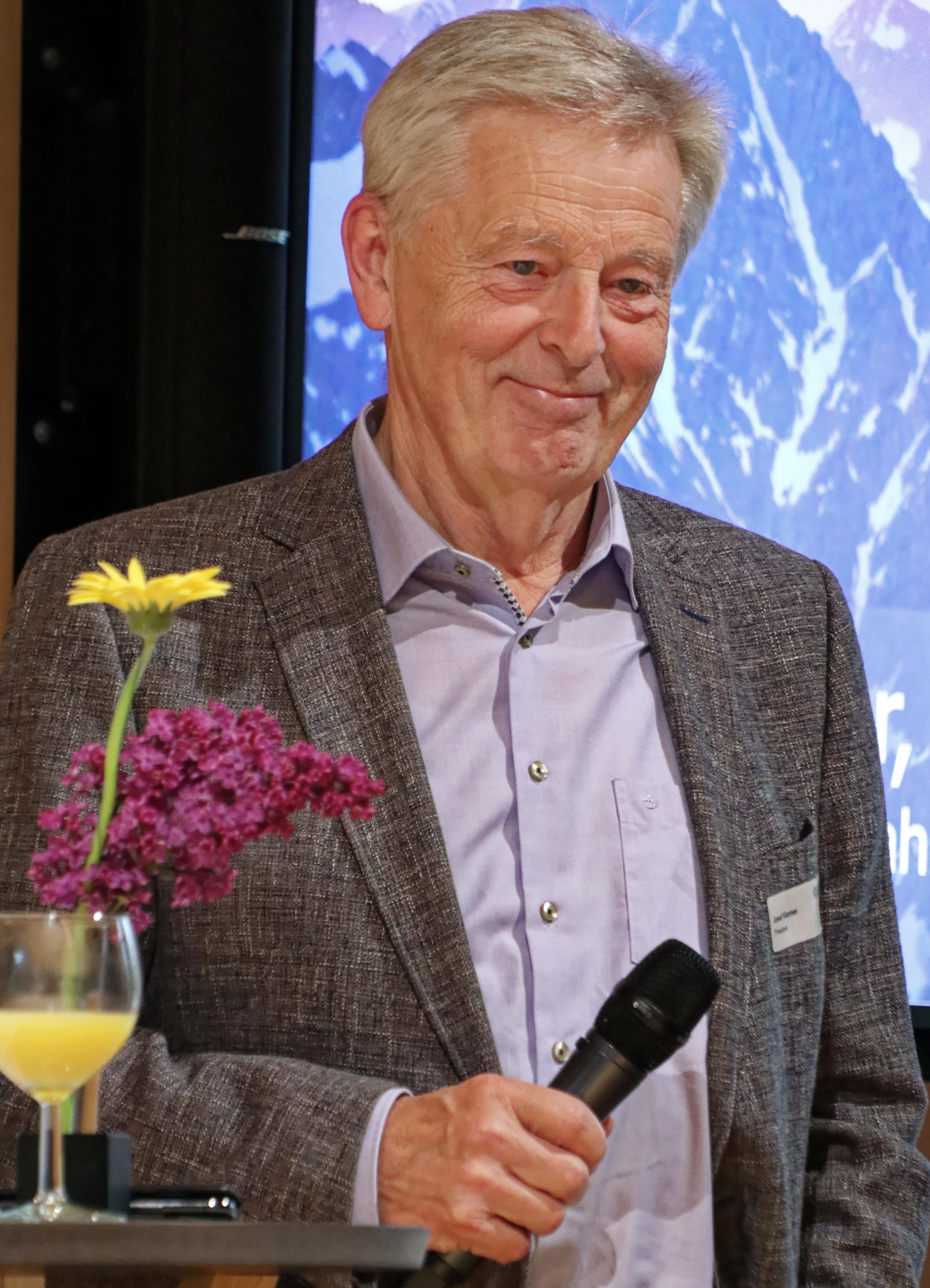
Josef Klenner, 2022

Josef Konrad Klenner (* 4. Dezember 1949 in Wadersloh) ist ein deutscher Sportfunktionär aus Westfalen.

## Leben
Josef Klenner war von 1980 bis zum Ende seiner Wahlperiode im Februar 1992 zwölf Jahre lang Vorsitzender der Sektion Beckum des Deutschen Alpenvereins. Sein Bruder Willi Klenner wurde zum Nachfolger gewählt. Er war von 1992 bis 2003 Vorsitzender des Deutschen Alpenvereins und ab der Änderung der Amtsbezeichnung von 2003 bis 2005 sowie von Oktober 2010 bis November 2022 dessen Präsident. Zu seinem Nachfolger wurde am 19. November 2022 sein bisheriger Stellvertreter Roland Stierle gewählt. Von 2004 bis 2011 war er zudem Präsident des Club Arc Alpin.

## Ehrungen
- 2011: Verdienstkreuz 1. Klasse der Bundesrepublik Deutschland für seine ehrenamtliche Arbeit zum Wohle des Alpenvereins[6]